# Cambamba
Cambamba é uma vila e comuna angolana que se localiza na província de Uíge, pertencente ao município de Vista Alegre.
Anteriormente uma comuna do município de Dange Quitexe, em 5 de setembro de 2024 foi transferido para a jurisdição do novo município de Vista Alegre.